# Sloecentrale
De Sloecentrale is een gasgestookte elektriciteitscentrale in het haven- en industriegebied Vlissingen-Oost (Sloegebied) bij Ritthem in de Nederlandse provincie Zeeland. De centrale heeft twee units van elk 435 megawatt (MW), Sloe-10 en Sloe-20. De opvallend groene centrale staat op terrein van voormalige Hoechst Vlissingen.

## Historie
De bouw begon in 2007 en werd uitgevoerd door Siemens. De totale kosten waren 550 miljoen euro en bleven binnen het budget van 600 miljoen. De centrale werd opgeleverd in 2009 en officieel geopend op 12 februari 2010 door minister van Economische zaken Maria van der Hoeven. Het was een project van EDF en Provinciale Zeeuwsche Electriciteits-Maatschappij (PZEM), elk met een aandelenbelang van 50%.

### Overname door EPH
In januari 2023 werden de aandelen van PZEM Energy Company B.V. inclusief PZEM Pipe B.V. en de 50% belangen in EP NL Sloe Centrale B.V. door Zeeuwse Energie Houdstermaatschappij verkocht aan de Tsjechische energiereus Energetický a průmyslový holding (EPH). Ook de bedrijfsnaam PZEM werd overgenomen. EPH betaalde voor de overname ongeveer 150 miljoen euro. Ook EDF verkocht haar helft van de aandelen, waarmee EPH de enige eigenaar van de EP NL Sloe Centrale B.V werd.